# Deutsche Mannschaftsmeisterschaften Schwimmen
Die Deutschen Mannschaftsmeisterschaften Schwimmen oder kurz DMS sind die Ligenwettkämpfe im Schwimmsport. Wie in anderen Sportarten auch gibt es eine 1. und 2. Bundesliga und absteigend weitere Ligen. Es existieren auch Auf- und Abstiegsregeln. Weil der Schwimmsport aber eine Einzelsportart und keine Mannschaftssportart darstellt, treten in den DMS-Ligen einige Besonderheiten auf.

## Ligeneinteilung
Die Ligeneinteilung gilt für Herren- und Damenmannschaften gleichermaßen. Es gibt zwar getrennte Ligen für Herren und Damen, aber auf den entsprechenden Wettkämpfen werden immer Damen- und Herrenligen parallel ausgeschwommen.
Die 1. Bundesliga besteht aus zwölf Mannschaften. Darunter existieren drei 2. Bundesligen: Nord für Schleswig-Holstein, Hamburg, Bremen, Niedersachsen, Mecklenburg-Vorpommern, Berlin, Brandenburg und Sachsen-Anhalt, West für Nordrhein-Westfalen und Süd für die restlichen Bundesländer. Die Etablierung einer eigenen 2. Bundesliga Ost scheiterte im März 2005 nach nur neun Monaten.
Unter der 2. Bundesliga existieren die Landesverbandsligen (Bayernliga, Sachsenliga etc.), die Landesligen und als unterste Ebene die Bezirksligen.
Die Wettkämpfe finden in der Regel zweimal jährlich statt, in einem Vorkampf und in einem davon unabhängigen Endkampf. Seit 2011 finden die Wettkämpfe im Februar und März statt. Der Vorkampf, in dem jeweils sechs Mannschaften der Herren und der Damen zusammen in einer Stadt antreten, dient der Einteilung in Aufstiegs- und Abstiegsgruppe für den Endkampf. In der 1. Bundesliga heißt der sonst übliche Aufstiegskampf „Meisterrunde“. Die Gewinnermannschaft der Meisterrunde darf den Titel Deutscher Mannschaftsmeister führen.

## Allgemeines

### Strecken
Bei den Ligenwettkämpfen werden alle olympischen Strecken zwei Mal geschwommen, d. h. 200/400 m Lagen, 100/200 m Rücken, 100/200 m Brust, 100/200 m Schmetterling sowie 50/100/200/400 m Freistil. Dazu kommen noch 1500 m Freistil bei den Herren und 800 m Freistil bei den Damen. Die 100 m Lagen sind 2011 weggefallen, da Vor- und Endkampf in der 1. Bundesliga auf der 50 m-Bahn ausgetragen werden und die Strecken in allen Ligen gleich sind. Ab 2019 wurden die 100 m Lagen sowie die übrigen 50 m-Strecken ins Programm aufgenommen sowie die geschlechtsspezifischen Unterschiede bei den Freistil-Langstrecken aufgehoben: Es schwimmen sowohl Damen- als auch Herrenmannschaften je einmal die 800 m und die 1500 m Freistil.

### Ablauf der Wettkämpfe
Insgesamt werden dafür zwei in sich geschlossene Abschnitte benötigt, die entweder auf verschiedene Tage oder auf Vormittag und Nachmittag desselben Tages verteilt sind. In beiden Abschnitten tritt von jedem Verein jeweils ein Schwimmer über jede Strecke an. In der Praxis starten also (bei sechs Mannschaften in einer Liga) sechs Schwimmerinnen aus den sechs unterschiedlichen Vereinen in einer Lage gegeneinander. Nachdem als Nächstes die sechs Herren die gleiche Strecke schwimmen, starten danach wieder die Damen mit der nächsten Lage und abwechselnd so weiter, bis alle Lagen einmal geschwommen wurden. Der zweite Abschnitt startet analog zum ersten mit anderen Schwimmern. Für jede erreichte Zeit gibt es eine Punktzahl, die anhand der DSV-Punktetabelle berechnet wird.
Insgesamt darf ein Schwimmer in beiden Abschnitten zusammen nur maximal fünfmal eingesetzt werden. Dies verlangt vom Trainer ein großes Geschick in der Planung der Einsätze, damit keine Punktverluste durch überbeanspruchte oder entgegen ihrer Stärken eingesetzte Schwimmer entstehen und die Mannschaft als Ganzes optimal punktet.

### Besondere Regelungen
Eine Besonderheit ist das Verhalten bei Disqualifikationen: Es darf nur der disqualifizierte Schwimmer nachschwimmen. Dieser Start wird bei der Berechnung der Starts mitgezählt, sodass sich dadurch oft kurzfristige Änderungen der Aufstellung ergeben. Kommt es beim Nachschwimmen zu einem erneuten Regelverstoß, wird die Strecke mit Null Punkten für die Mannschaft gewertet.
Anders als sonst üblich müssen die einzelnen Schwimmer bei diesem Wettkampf nicht im Voraus bekannt sein. Erst unmittelbar vor Beginn des Wettkampfes muss der Trainer die Starter benennen.

### Änderung der Besonderen Regelungen
Aufgrund der Beschlussfassung des DSV Fachausschusses Schwimmen am 17. Oktober 2009 in Rostock-Bentwisch wird die Regelung des Nachschwimmens für die DMS wie folgt geändert:
Jeder Schwimmer darf nur in fünf Wettkämpfen je Durchgang starten, wobei eine Schwimmstrecke nur im Falle eines Nachschwimmens wiederholt werden darf. Wird ein Schwimmer in einem Wettkampf disqualifiziert, kann derselbe Schwimmer den betreffenden Einzelwettkampf am Schluss desselben Veranstaltungsabschnittes wiederholen. Beendet ein Schwimmer seinen Wettkampf durch Aufgabe, kann derselbe Schwimmer den betreffenden Einzelwettkampf am Schluss desselben Veranstaltungsabschnittes wiederholen. Der Start im Nachschwimmen wird auf die Anzahl der Starts des Schwimmers angerechnet. Wird ein Schwimmer beim Nachschwimmen disqualifiziert, ist ein weiteres Nachschwimmen nicht zulässig.

### Auf- und Abstieg
Im Allgemeinen steigen die beiden schlechtesten Mannschaften aus der Abstiegsgruppe für das nächste Jahr ab und die beiden besten Mannschaften aus der Aufstiegsgruppe auf. Ein Abstieg aus der Aufstiegsgruppe und umgekehrt ist nicht möglich. Meistens werden, wie beispielsweise beim Aufstieg in die 1. Bundesliga, die sechs besten Mannschaften der drei Zweitligisten zusammen zu einem Aufstiegstreffen geführt. In der niedrigsten Liga findet hingegen nur ein einziges Treffen (während des Endkampfes der höheren Ligen) statt und der Aufstieg wird in einem Fernduell ermittelt.

## Bedeutung
Da Schwimmen in Augen vieler Zuschauer und Eltern ausschließlich als Einzelsportart gilt, sind die Mannschaftsmeisterschaften wesentlich weniger bekannt als die entsprechenden Einzelmeisterschaften. Im Allgemeinen ist der Eintritt bis zur 2. Bundesliga kostenlos, das Zuschauerinteresse hält sich aber in Grenzen. In der Meisterrunde 2005 wurden etwa 200 Zuschauer gezählt. Trotzdem ist auch in den niedrigen Ligen die Stimmung am Beckenrand meistens sehr gut. Die Mannschaftsmeisterschaften sorgen hierbei für ein Zusammengehörigkeitsgefühl, das sonst unter den Schwimmern eines Vereins nicht so stark ausgeprägt ist. Dies zeigt sich unter anderem in gemeinsamen Outfits, eigens einstudierten Schlachtrufen und einer gewaltigen Geräuschkulisse, vor allem vor den abschließenden 100 m Freistil. Hier muss der Wettkampf manchmal für mehrere Minuten unterbrochen werden, weil sich durch die lauten Anfeuerungsrufe die Kampfrichter nicht untereinander verständigen können.

## Deutsche Mannschaftsmeister
2010 fand durch die Verlegung des Wettkampfes vom Herbst in das Frühjahr keine DMS statt.
| Jahr/Saison | Siegermannschaft Frauen | Punkte                | Siegermannschaft Männer        | Punkte |
| ----------- | ----------------------- | --------------------- | ------------------------------ | ------ |
| 1931        | Nixe Charlottenburg     |                       | Poseidon Hamburg               |        |
| 1932        | Nixe Charlottenburg     |                       | Hellas Magdeburg               |        |
| 1933        | Nixe Charlottenburg     |                       | Hellas Magdeburg               |        |
| 1934        | Nixe Charlottenburg     |                       | Hellas Magdeburg               |        |
| 1935        | Nixe Charlottenburg     |                       | Magdeburg 1895                 |        |
| 1936        | Nixe Charlottenburg     |                       | Hellas Magdeburg               |        |
| 1937        | Nixe Charlottenburg     |                       | Hellas Magdeburg               |        |
| 1938        | Nixe Charlottenburg     |                       | Hellas Magdeburg               |        |
| 1939        | Nixe Charlottenburg     |                       | Hellas Magdeburg               |        |
| 1940–1952   | keine Meisterschaften   | keine Meisterschaften | keine Meisterschaften          |        |
| 1953        | SSC Berlin              |                       | SV Schwäbisch Gmünd            |        |
| 1954        | Düsseldorf 98           |                       | SV Aachen 06                   |        |
| 1955        | Düsseldorf 98           |                       | Hamburger SC                   |        |
| 1956        | Düsseldorf 98           |                       | SV Hof 1911                    |        |
| 1957        | Düsseldorf 98           |                       | Bremer SC 1885                 |        |
| 1958        | Düsseldorf 98           |                       | Bremer SC 1885                 |        |
| 1959        | Düsseldorf 98           |                       | Bremer SC 1885                 |        |
| 1960        | Krefeld 09              |                       | DSW 12 Darmstadt               |        |
| 1961        | Düsseldorf 98           |                       | DSW 12 Darmstadt               |        |
| 1962        | Düsseldorf 98           |                       | DSW 12 Darmstadt               |        |
| 1963        | Düsseldorf 98           |                       | Bremer SC 1885                 |        |
| 1964        | SV Nikar Heidelberg     |                       | DSW 12 Darmstadt               |        |
| 1965        | SV Nikar Heidelberg     |                       | DSW 12 Darmstadt               |        |
| 1966        | SV Nikar Heidelberg     |                       | DSW 12 Darmstadt               |        |
| 1967        | Wasserfreunde Wuppertal |                       | Essen 06                       |        |
| 1968        | Wasserfreunde Wuppertal |                       | Wasserfreunde Wuppertal        |        |
| 1969        | SSF Bonn                |                       | Wasserfreunde Wuppertal        |        |
| 1970        | Wasserfreunde Wuppertal |                       | Wasserfreunde Wuppertal        |        |
| 1971        | SV Würzburg 05          |                       | Wasserfreunde Wuppertal        |        |
| 1972        | Wasserfreunde Wuppertal |                       | SV Würzburg 05                 |        |
| 1973        | SG Darmstadt            |                       | Wasserfreunde Wuppertal        |        |
| 1974        | SSF Bonn                |                       | Wasserfreunde Wuppertal        |        |
| 1975        | SSG Heidelberg          |                       | SSF Bonn                       |        |
| 1976        | SSF Bonn                |                       | SSF Bonn                       |        |
| 1977        | SSF Bonn                |                       | Wasserfreunde Wuppertal        |        |
| 1978        | SSG Heidelberg          |                       | SSF Bonn                       |        |
| 1978/79     | SG Hansa Dortmund       |                       | Wasserfreunde Wuppertal        |        |
| 1979/80     | SSG Heidelberg          |                       | SSG Saar Max Ritter            |        |
| 1980/81     | SV Nikar Heidelberg     |                       | SG Hansa Dortmund              |        |
| 1981/82     | SV Nikar Heidelberg     |                       | SSF Bonn                       |        |
| 1982/83     | SSF Bonn                |                       | SSF Bonn                       |        |
| 1983/84     | SSF Bonn                |                       | SV Nikar Heidelberg            |        |
| 1984/85     | SSF Bonn                |                       | EOSC Offenbach                 |        |
| 1985        | SGS Hannover            |                       | SG Bochum-Wattenscheid         |        |
| 1986        | SG Hamburg              |                       | EOSC Offenbach                 |        |
| 1987        | SG Hamburg              |                       | EOSC Offenbach                 |        |
| 1988        | SG Hamburg              |                       | SG Hamburg                     |        |
| 1989        | SG Hamburg              |                       | SG Hamburg                     |        |
| 1990        | SG Hamburg              |                       | SG Hamburg                     |        |
| 1991        | SG Hamburg              |                       | SG Hamburg                     |        |
| 1992        | SC Berlin               |                       | SV Nikar Heidelberg            |        |
| 1993        | SC Berlin               |                       | SC Berlin                      |        |
| 1994        | SC Berlin               |                       | SG Essen                       |        |
| 1995        | SC Berlin               |                       | SC Berlin                      |        |
| 1996        | SG Hamburg              |                       | SV Nikar Heidelberg            |        |
| 1997        | SC Magdeburg            |                       | SV Nikar Heidelberg            |        |
| 1998        | SC Magdeburg            |                       | SV Nikar Heidelberg            |        |
| 1999        | SC Magdeburg            |                       | SC DHfK Leipzig                |        |
| 2000        | SG Frankfurt/Main       |                       | SC DHfK Leipzig                |        |
| 2001        | SG Neukölln Berlin      |                       | SG Neukölln Berlin             |        |
| 2002        | SG Neukölln Berlin      |                       | SC DHfK Leipzig                |        |
| 2003        | SG Neukölln Berlin      |                       | SC Berlin                      |        |
| 2004        | EVI Hildesheim          |                       | SG Neukölln Berlin             |        |
| 2005        | SV Nikar Heidelberg     |                       | SV Wasserfreunde 1898 Hannover |        |
| 2006        | SV Halle/Saale          |                       | SV Wasserfreunde 1898 Hannover |        |
| 2007        | SV Halle/Saale          |                       | SV Wasserfreunde 1898 Hannover |        |
| 2008        | SG Essen                |                       | SC Wiesbaden 1911              |        |
| 2009        | SG Essen                | 57.893                | SV Würzburg 05                 | 60.558 |
| 2010        | keine Meisterschaft     | keine Meisterschaft   | keine Meisterschaft            |        |
| 2011        | SG Essen                | 47.646                | SG Essen                       | 46.412 |
| 2012        | SG Essen                | 47.613                | SG Frankfurt                   | 46.308 |
| 2013        | SG Essen                | 48.425                | SG Essen                       | 46.733 |
| 2014        | SG Essen                | 28.372                | SG Stadtwerke München          | 27.593 |
| 2015        | SG Essen                | 28.682                | Potsdamer SV im OSC Potsdam    | 28.523 |
| 2016        | SG Essen                | 28.486                | SV Würzburg 05                 | 28.230 |
| 2017        | SV Würzburg 05          | 28.301                | SV Würzburg 05                 | 28.544 |
| 2018        | SV Würzburg 05          | 28.250                | SV Würzburg 05                 | 28.913 |
| 2019        | SV Würzburg 05          | 28.276                | SV Würzburg 05                 | 29.050 |
| 2020        | SV Würzburg 05          | 25.599                | SV Würzburg 05                 | 25.294 |
| 2022        | SG Neukölln Berlin      | 25.119                | SG Frankfurt                   | 26.606 |
| 2023        | SG Neukölln Berlin      |                       | SG Frankfurt                   |        |
| 2024        | SC Wiesbaden 1911       | 24.905                | SC Wiesbaden 1911              | 24.628 |

## Teams in der 1. Bundesliga 2019
Der Wettkampf in der 1. Bundesliga bei den Frauen und Männern fand am 2. bis 3. Februar 2019 im Essener Sportbad am Thurmfeld statt.

### Frauen
| Platz | Mannschaft                | Gesamt Punkte | 1. Abschnitt Punkte | 2. Abschnitt Punkte | 3. Abschnitt Punkte |
| ----- | ------------------------- | ------------- | ------------------- | ------------------- | ------------------- |
| 01.   | SV Würzburg 05 (M)        | 28.276        | 9.541               | 9.473               | 9.262               |
| 02.   | SV Nikar Heidelberg       | 27.130        | 9.038               | 9.093               | 8.999               |
| 03.   | SG Neukölln Berlin        | 26.498        | 8.810               | 8.796               | 8.892               |
| 04.   | SG Essen                  | 26.440        | 8.769               | 8.741               | 8.930               |
| 05.   | SG Frankfurt              | 26.074        | 8.845               | 8.458               | 8.771               |
| 06.   | SSG Leipzig (N)           | 25.867        | 8.675               | 8.796               | 8.396               |
| 07.   | SG Stadtwerke München (N) | 25.552        | 8.561               | 8.488               | 8.503               |
| 08.   | SSG Saar Max Ritter       | 24.449        | 8.237               | 7.934               | 8.278               |
| 09.   | Potsdamer SV              | 24.407        | 7.764               | 8.533               | 8.110               |
| 10.   | SG Dortmund               | 23.796        | 8.051               | 7.611               | 8.134               |
| 11.   | Wasserfreunde Spandau 04  | 23.694        | 7.824               | 7.896               | 7.974               |
| 12.   | SC Magdeburg              | 22.707        | 7.603               | 7.483               | 7.621               |

 Deutscher Mannschaftsmeister
  Absteiger in die 2. Bundesliga 2020
 (M) Deutscher Mannschaftsmeister 2018
 (N) Aufsteiger aus der 2. Bundesliga 2018

### Männer
| Platz | Mannschaft                           | Gesamt Punkte         | 1. Abschnitt Punkte   | 2. Abschnitt Punkte   | 3. Abschnitt Punkte   |
| ----- | ------------------------------------ | --------------------- | --------------------- | --------------------- | --------------------- |
| 01.   | SV Würzburg 05 (M)                   | 29.050                | 9.671                 | 9.614                 | 9.765                 |
| 02.   | Neckarsulmer Sport-Union (N)         | 28.944                | 9.844                 | 9.359                 | 9.741                 |
| 03.   | SG Frankfurt                         | 28.563                | 9.464                 | 9.487                 | 9.612                 |
| 04.   | Potsdamer SV                         | 27.961                | 9.160                 | 9.347                 | 9.454                 |
| 05.   | SG Neukölln Berlin                   | 27.472                | 8.941                 | 9.372                 | 9.159                 |
| 06.   | SG Essen                             | 26.819                | 9.016                 | 8.889                 | 8.914                 |
| 07.   | Wassersportfreunde von 1898 Hannover | 26.051                | 8.650                 | 8.667                 | 8.734                 |
| 08.   | SG Stadtwerke München                | 25.357                | 8.706                 | 8.219                 | 8.432                 |
| 09.   | SG Bayer (N)                         | 25.240                | 8.418                 | 8.309                 | 8.513                 |
| 10.   | DSW 1912 Darmstadt                   | 25.022                | 8.155                 | 8.076                 | 8.791                 |
| 11.   | SC Magdeburg                         | 24.987                | 8.465                 | 8.266                 | 8.256                 |
| 12.   | SV Halle                             | Halle meldete sich ab | Halle meldete sich ab | Halle meldete sich ab | Halle meldete sich ab |

 Deutscher Mannschaftsmeister
  Absteiger in die 2. Bundesliga 2020
  Absteiger in die Landesliga Sachsen-Anhalt
 (M) Deutscher Mannschaftsmeister 2018
 (N) Aufsteiger aus der 2. Bundesliga 2018